# Вышне-Репаше
Вышне-Репаше (словац. Vyšné Repaše) — село и одноимённая община в районе Левоча Прешовского края Словакии. В письменных источниках начинает упоминаться с 1323 года.

## География
Село расположено в юго-западной части края, в пределах южной части горного массива Левочске-Врхи, при автодороге 3204. Абсолютная высота — 805 метров над уровнем моря. Площадь муниципалитета составляет 9,96 км².

## Население
| Год:                | 1994 | 2004     | 2014    | 2024     |
| ------------------- | ---- | -------- | ------- | -------- |
| Количество человек: | 143  | 115      | 104     | 92       |
| Разница:            |      | −19,58 % | −9,56 % | −11,53 % |

По данным последней официальной переписи 2011 года, численность населения Вышне-Репаше составляла 112 человек.
Национальный состав населения (по данным переписи населения 2011 года):
| Национальность | Численность, человек |
| -------------- | -------------------- |
| словаки        | 96                   |
| не указана     | 11                   |